# Stacze (Kowale Oleckie)
Stacze (deutsch Statzen) ist ein Dorf in der polnischen Woiwodschaft Ermland-Masuren und gehört zur Landgemeinde Kowale Oleckie (Kowahlen, 1938 bis 1945 Reimannswalde) im Powiat Olecki (Kreis Oletzko, 1933 bis 1945 Kreis Treuburg).

## Geographische Lage
Stacze liegt im Nordosten der Woiwodschaft Ermland-Masuren, 18 Kilometer nordwestlich der Kreisstadt Olecko (Marggrabowa, 1928 bis 1945 Treuburg).

## Geschichte
Der 12. Mai 1565 gilt als Gründungsdatum des Ortes Statzen, der vor 1776 Natzen hieß. Damals verschrieb Herzog Albrecht von Preußen dem Kammerrat von Nostiz 110 Hufen, aus denen Statzen, Gollubien (1934 bis 1945: Friedberg, polnisch Golubie Wężewskie) und Rdzawen (1938 bis 1945: Rostau, polnisch Rdzawe, heute nicht mehr existent) entstanden.
Am 27. Mai 1874 wurde Statzen Amtssitz und damit namensgebend für einen Amtsbezirk, der bis 1945 bestand und zum Kreis Oletzko – zwischen 1933 und 1945 „Landkreis Treuburg“ genannt – im Regierungsbezirk Gumbinnen der preußischen Provinz Ostpreußen gehörte.
Im Jahre 1910 waren in Statzen 173 Einwohner gemeldet. Am 4. April 1925 schloss sich der damalige Gutsbezirk Statzen mit der Landgemeinde Neu Satzen (polnisch Nowe Sacze, nicht mehr existent) zur neuen Landgemeinde Satzen zusammen. Die Gesamteinwohnerzahl belief sich 1933 auf 204 und betrug 1939 noch 200.
Aufgrund der Bestimmungen des Versailler Vertrags stimmte die Bevölkerung im Abstimmungsgebiet Allenstein, zu dem Statzen gehörte, am 11. Juli 1920 über die weitere staatliche Zugehörigkeit zu Ostpreußen (und damit zu Deutschland) oder den Anschluss an Polen ab. In Statzen stimmten 135 Einwohner für den Verbleib bei Ostpreußen, auf Polen entfiel keine Stimme.
In Kriegsfolge kam Statzen 1945 mit dem gesamten südlichen Ostpreußen zu Polen und trägt seitdem die polnische Namensform „Stacze“. Heute ist das Dorf Sitz eines Schulzenamtes (polnisch Sołectwo) und ein Ortsteil der Landgemeinde Kowale Oleckie im Powiat Olecki, vor 1998 der Woiwodschaft Suwałki, seither der Woiwodschaft Ermland-Masuren zugehörig.

### Amtsbezirk Statzen (1874–1945)
In den Amtsbezirk Statzen waren anfangs acht, am Ende noch sechs Dörfer eingegliedert:
| Name             | Änderungsname 1938 bis 1945 | Polnischer Name   | Bemerkungen                                      |
| ---------------- | --------------------------- | ----------------- | ------------------------------------------------ |
| Gollubien (Dorf) | (ab 1934:) Friedberg        | Golubie Wężewskie |                                                  |
| Gollubien (Gut)  |                             |                   | 1913 in die Landgemeinde Gollubien eingegliedert |
| Neuendorf        |                             | Jabłonowo         |                                                  |
| Neu Statzen      |                             | Nowe Stacze       | ab 1925 zur Landgemeinde Statzen zugehörig       |
| Rdzawen (Dorf)   | (ab 1928:) Rostau           | Rdzwawe           |                                                  |
| Rdzawen (Gut)    |                             |                   | 1928 in die Landgemeinde Rdzawen eingegliedert   |
| Sokolken         | Halldorf                    | Sokółki           |                                                  |
| Statzen          |                             | Stacze            |                                                  |
| ab 1914:         |                             |                   |                                                  |
| Wensöwen         | Eibenau                     | Wężewo            |                                                  |

Am 1. Januar 1945 bildeten den Amtsbezirk Statzen die Gemeinden: Eibenau, Friedberg, Halldorf, Neuendorf, Rostau und Statzen.

## Kirche
Die mehrheitlich evangelische Bevölkerung Statzens war vor 1945 in das Kirchspiel der Kirche in Czychen (1938 bis 1945: Bolken, polnisch Cichy) eingepfarrt und gehörte zum Kirchenkreis Oletzko/Treuburg in der Kirchenprovinz Ostpreußen der Kirche der Altpreußischen Union. In dieser Zeit waren die katholischen Kirchenglieder nach Marggrabowa (1928 bis 1945: Treuburg, polnisch Olecko) im Bistum Ermland orientiert.
Die mehrheitlich katholische Einwohnerschaft Staczes gehört heute zur Kirche in Sokółki, einer Filialkirche der Pfarrei in Cichy, die zu einem der beiden Dekanate in Olecko im Bistum Ełk (Lyck) der Katholischen Kirche in Polen gehört. Hier lebende evangelische Kirchenglieder gehören zur Kirchengemeinde in Gołdap (Goldap), einer Filialgemeinde der Pfarrei in Suwałki in der Diözese Masuren der Evangelisch-Augsburgischen Kirche in Polen.

## Verkehr
Stacze liegt westlich der polnischen Landesstraße DK 65 (einstige deutsche Reichsstraße 132) an einer Nebenstraße, die von Sokółki (Sokolken, 1928 bis 1945 Halldorf) über Jabłonowo (Neuendorf) bis nach Czerwony Dwór (Rothebude) im Borkener Forst (auch: Borker Heide, polnisch Puszcza Borecka) führt. Einen Bahnanschluss hat Stacze nicht.